# Ariane 5
Nosná raketa Ariane 5 byla součástí vesmírného programu evropské kosmické agentury ESA Ariane. Raketa byla konstruována zejména pro vynášení telekomunikačních družic na geostacionární dráhu z kosmodromu v Kourou ve Francouzské Guyaně na americkém kontinentu.

## Základní charakteristika
Nosná raketa Ariane 5 se konstrukčně velmi podobá americké raketě Titan 3. Hmotnost celé rakety Ariane 5 je téměř 700 tun. Nosnost na geostacionární dráhu je 6 200 kg při startu s jednou družicí a nebo 5 700 kg při startu s více družicemi najednou.

## Konstrukce

### Centrální stupeň
Centrální (první stupeň) nosné rakety Ariane 5 se označuje jako H-173 a poháněl jej kryogenní motor Vulcain Mk. 2 o tahu 1 420 kN. Za dobu své činnosti spotřeboval motor přibližně 150 tun pohonné směsi, kterou tvoří kapalný kyslík a kapalný vodík.

### Pomocné startovací bloky
Společně s centrálním stupněm pracovaly při startu i dva mohutné urychlovací motory P-241 na tuhé pohonné látky. Každý z těchto motorů vyvinul tah 7,08 MN a spotřeboval za 130 sekund svého chodu 240 tun HTPB (hydroxylem zakončený polybutadien), spolu s práškovým hliníkem a chloristanem amonným.

### Druhý stupeň
Druhý stupeň ESC-A sloužil ke konečnému navedení užitečného zatížení na požadovanou oběžnou dráhu kolem Země. Pohonnou jednotku tvořil motor HM7B+ o tahu 64,8 kN. Jako pohonná směs se využíval kapalný kyslík a kapalný vodík.

## Zkušební lety

### AR-501
První zkušební let Ariane-5 dne 4. 6. 1996 byl neúspěšný a skončil několik desítek sekund po startu explozí ve výši 3500 metrů a to včetně družic Cluster za 500 milionů dolarů. Příčinou byla softwarová chyba.

### AR-502
Druhý zkušební let byl úspěšnější. Raketa odstartovala ve čtvrtek 30. 10. 1997 ve 14:34 SEČ z kosmodromu Kourou ve Francouzské Guyaně. Na oběžnou dráhu se tak dostaly dvě nefunkční makety a malý experimentální vědecký satelit. Hlavní motor rakety (Vulcain 1) však ukončil činnost o 7 sec dříve a raketa tak dosáhla výšky jen 27000 km místo plánovaných 35000 km. Důvodem byla přílišná rotace rakety kolem podélné osy a tím rozprostření paliva po stěnách nádrží.

### AR-503
Třetí zkušební, tzv. kvalifikační let odstartoval 21. října 1998 a byl naprosto úspěšný. Proto byla raketa kvalifikována pro komerční lety.

## Komerční využití
Raketa Ariane 5 s označením AR-503 absolvovala první, úspěšný let 10. prosince 1999, když na oběžnou dráhu vynesla družici XMM. Raketa se také měla používat jako nosič evropského raketoplánu Hermes, projekt byl však zrušen.
V letech 2010-2014 Ariane 5 vynesla nebo vynese na oběžnou dráhu geostacionární družice indického geolokačního systému GAGAN.

## Výzkum a vývoj
Raketa byla využívána k vynášení bezpilotních lodí ATV, např. 5. června 2013 dopravila k ISS loď ATV-4 Albert Einstein.
Vynesla též např. Webbův teleskop.

## Zajímavosti
Díly pro raketu Ariane 5 (aerodynamické kryty pomocných startovacích bloků) vyráběla česká firma Aerotech Czech sídlící v Klatovech.

### Nosiče
- Angara – těžký nosič Ruska (modulární)
- Antares – těžký nosič USA (soukromý)
- Ariane 6 – těžký nosič ESA
- Atlas V – těžký nosič USA (modulární)
- Delta IV – těžký nosič USA (modulární)
- Falcon 9 – těžký nosič USA (soukromý, modulární)
- H-II – těžký nosič Japonska
- Naro-1 – první stupeň odvozen od URM-1 Angary
- Long March – nosič Čínské lidové republiky
- Long March 5 – těžký nosič Čínské lidové republiky
- LVM 3 – těžký nosič Indie
- Sojuz 2 – střední nosič Ruska a ESA
- Proton – těžký nosič Ruska
- Titan IIIC – těžký nosič USA (historický)
- Vega – sesterský lehký nosič ESA